# Torneo Clausura 2005 (México)
El Torneo Clausura 2005 fue la edición LXXIII del campeonato de liga de la Primera División del fútbol mexicano; Se trató del 18º torneo corto, luego del cambio en el formato de competencia, con el que se cerró la temporada 2004-05.
El torneo comenzó el 15 de enero de 2005 con los partidos entre Toluca vs. Necaxa y Cruz Azul vs Puebla. América se proclamó campeón al vencer en la gran final a Tecos de la UAG, con el mayor marcador global acumulado de la historia (7-4), en el juego con más goles en la historia de la final (6-3 en el juego de vuelta). El Conjunto de Coapa concreto el récord de menos derrotas, incluyendo liguilla, se coronó campeón de liga con una sola derrota, ocurrida en temporada regular, en los 23 juegos que disputó para obtener el título (17 de temporada regular y 6 de liguilla) con un balance general de 10 victorias, 12 empates y una derrota.
Al final de la temporada descendió Puebla, después de 35 años consecutivos en el máximo circuito desde 1970 (recordando que su descenso de 1999 no se hizo efectivo).

## Sistema de competición

### Formato de competencia
Los 18 equipos participantes se dividen en 3 grupos de 6 equipos, juegan todos contra todos a una sola ronda, por lo que cada equipo jugó 17 partidos; al finalizar la temporada regular de 17 partidos califican a la liguilla los 2 primeros lugares de cada grupo y los 2 mejores ubicados en la tabla general.

### Fase de calificación
En la fase de calificación se observará el sistema de puntos. La ubicación en la tabla general está sujeta a lo siguiente:
- Por juego ganado se obtendrán tres puntos.
- Por juego empatado se obtendrá un punto.
- Por juego perdido no se otorgan puntos.

En esta fase participaron los 18 clubes de la Primera División jugando en cada torneo todos contra todos durante las 17 jornadas respectivas, a un solo partido.
El orden de los clubes al final de la fase de Calificación del Torneo corresponderá a la suma de los puntos obtenidos por cada uno de ellos y se presentará en forma descendente. Si al finalizar las 17 jornadas del Torneo, dos o más clubes estuviesen empatados en puntos, su posición en la Tabla General será determinada atendiendo a los siguientes criterios de desempate:
1. Mejor diferencia entre los goles anotados y recibidos.
2. Mayor número de goles anotados.
3. Marcadores particulares entre los Clubes empatados.
4. Mayor número de goles anotados como visitante.
5. Mejor ubicado en la Tabla General de Cociente
6. Tabla Fair Play
7. Sorteo.

Para determinar los lugares que ocuparán los clubes que participen en la Fase Final del torneo se tomará como base la posición en los 3 grupos en que son divididos los clubes participantes.
Participan automáticamente por el título de Campeón de la Primera División los 2 primeros clubes de cada grupo y los dos mejores posicionados en la Tabla General de Clasificación al término de las 17 jornadas.

### Fase final
Los ocho clubes calificados para esta fase del torneo serán reubicados de acuerdo con el lugar que ocupen en la Tabla General al término de la jornada 17, con el puesto del número uno al club mejor clasificado, y así hasta el 8°. Los partidos a esta Fase se desarrollarán a visita recíproca, en las siguientes etapas:
- Cuartos de final
- Semifinales
- Final

Los clubes vencedores en los partidos de cuartos de final y semifinal serán aquellos que en los dos juegos anoten el mayor número de goles. De existir empate global en el número de goles anotados, la posición se definirá a favor del club con mejor posición en la tabla.
Los partidos correspondientes a la Fase Final se jugarán obligatoriamente los días miércoles y sábado, y jueves y domingo eligiendo, en su caso, exclusivamente en forma descendente, los cuatro Clubes mejor clasificados en la Tabla General al término de la jornada 17, el día y horario de su partido como local. Los siguientes cuatro Clubes podrán elegir únicamente el horario.
El Club vencedor de la Final y por lo tanto Campeón, será aquel que en los dos partidos anote el mayor número de goles. Si al término del tiempo reglamentario el partido está empatado, se agregarán dos tiempos extras de 15 minutos cada uno. De persistir el empate en estos periodos, se procederá a lanzar tiros penales hasta que resulte un vencedor.
Los partidos de cuartos de final se jugarán de la siguiente manera:
En las semifinales participarán los cuatro clubes vencedores de cuartos de final, reubicándolos del uno al cuatro, de acuerdo a su mejor posición en la Tabla General de Clasificación al término de la jornada 17 del torneo correspondiente, enfrentándose:
Disputarán el título de Campeón, los dos clubes vencedores de la fase semifinal correspondiente, reubicándolos del uno al dos, de acuerdo a su mejor posición en la Tabla General de Clasificación al término de la jornada 17 de cada torneo.

## Equipos participantes
Para la temporada 2004-05 se contó con 18 equipos, la entidad federativa de la República Mexicana con más equipos profesionales en la Primera División fue el Distrito Federal con cuatro equipos.
| Santos Pachuca Monterrey Tigres Morelia Atlas Guadalajara Estudiantes Dorados Necaxa Puebla Toluca Atlante América Cruz Azul UNAM Veracruz Jaguares |

| Entidad Federativa | N.º | Equipos                              |
| ------------------ | --- | ------------------------------------ |
| Distrito Federal   | 4   | América, Cruz Azul, Atlante y UNAM   |
| Jalisco            | 3   | Atlas, Guadalajara y Tecos de la UAG |
| Nuevo León         | 2   | Tigres y Monterrey                   |
| Chiapas            | 1   | Chiapas                              |
| Aguascalientes     | 1   | Necaxa                               |
| Coahuila           | 1   | Santos                               |
| Estado de México   | 1   | Toluca                               |
| Hidalgo            | 1   | Pachuca                              |
| Michoacán          | 1   | Morelia                              |
| Puebla             | 1   | Puebla                               |
| Sinaloa            | 1   | Dorados                              |
| Veracruz           | 1   | Veracruz                             |

## Información de los equipos

### Entrenadores
| Equipo      | Entrenador          | Estadio                | Ciudad                         | Patrocinador      | Kit      |
| ----------- | ------------------- | ---------------------- | ------------------------------ | ----------------- | -------- |
| Atlante     | José Guadalupe Cruz | Azteca                 | México, D. F.                  | Grupo Pegaso      | Garcis   |
| América     | Mario Carrillo      | Azteca                 | México, D. F.                  | Bimbo             | Nike     |
| Atlas       | Sergio Bueno        | Jalisco                | Guadalajara, Jalisco           | Coca-Cola         | Nike     |
| Chiapas     | José Luis Trejo     | Víctor Manuel Reyna    | Tuxtla Gutiérrez, Chiapas      | Banco Azteca      | Atletica |
| Cruz Azul   | Rubén Omar Romano   | Azul                   | México, D. F.                  | Cemento Cruz Azul | Umbro    |
| Dorados     | Jose Luis Real      | Banorte                | Culiacán, Sinaloa              | Coppel            | Joma     |
| Guadalajara | Benjamín Galindo    | Jalisco                | Guadalajara, Jalisco           | Ninguno           | Reebok   |
| Monterrey   | Miguel Herrera      | Tecnológico            | Monterrey, Nuevo León          | Bimbo             | Atletica |
| Morelia     | Ricardo Ferretti    | Morelos                | Morelia, Michoacán             | LG                | Atletica |
| Necaxa      | Raúl Arias          | Victoria               | Aguascalientes, Aguascalientes | Bimbo             | Atletica |
| Pachuca     | Alfredo Tena        | Hidalgo                | Pachuca, Hidalgo               | Cemento Cruz Azul | Puma     |
| Puebla      | Ignacio Palau       | Cuauhtémoc             | Puebla, Puebla                 | Coca-Cola         | Atletica |
| Santos      | Eduardo de la Torre | Corona                 | Torreón, Coahuila              | Soriana           | Atletica |
| Tecos       | Daniel Guzmán       | Tres de Marzo          | Guadalajara, Jalisco           | Telcel            | Atletica |
| Tigres      | Leonardo Álvarez    | Universitario          | Monterrey, Nuevo León          | Cemex             | Atletica |
| Toluca      | Enrique Meza        | Nemesio Díez           | Toluca, México                 | Banamex           | Atletica |
| UNAM        | Hugo Sánchez        | Olímpico Universitario | México, D. F.                  | Banamex           | Lotto    |
| Veracruz    | Wilson Graniolatti  | Luis "Pirata" Fuente   | Veracruz, Veracruz             | Bimbo             | Joma     |

### Cambios de entrenadores
| Equipo   | Entrenador (jornadas)                                                |
| -------- | -------------------------------------------------------------------- |
| Chiapas  | José Luis Trejo (1-5) Antonio Mohamed (6-11) Fernando Quirarte (11-) |
| Pachuca  | Alfredo Tena (1-5) Rubén Ayala* (6) José Luis Trejo (7-)             |
| Puebla   | Ignacio Palau (1-6) Ricardo Campos (7-9) Roberto Saporiti (10-17)    |
| Dorados  | José Luis Real (1-7) Carlos Bracamontes (8-)                         |
| Veracruz | Wilson Graniolatti(1-7) Víctor Manuel Vucetich (8-)                  |
| Toluca   | Enrique Meza (1-12) Pablo Luna (13-)                                 |
| Atlas    | Sergio Bueno (1-13) Jorge Humberto Torres (14-)                      |

- Como Interino

## Grupos

#### Grupo 1
| Pos. | Equipo      | Pts. | PJ | G  | E | P  | GF | GC | Dif. | Clasificación                   |
| ---- | ----------- | ---- | -- | -- | - | -- | -- | -- | ---- | ------------------------------- |
| 1    | Morelia     | 35   | 17 | 11 | 2 | 4  | 27 | 16 | +11  | Cuartos de final de la liguilla |
| 2    | América (C) | 30   | 17 | 7  | 9 | 1  | 38 | 27 | +11  | Cuartos de final de la liguilla |
| 3    | Tecos UAG   | 29   | 17 | 8  | 5 | 4  | 31 | 21 | +10  | Cuartos de final de la liguilla |
| 4    | Dorados     | 26   | 17 | 7  | 5 | 5  | 23 | 19 | +4   |                                 |
| 5    | Atlante     | 20   | 17 | 5  | 5 | 7  | 24 | 21 | +3   |                                 |
| 6    | UNAM        | 14   | 17 | 4  | 2 | 11 | 19 | 28 | −9   |                                 |

 Fuente: Torneo Clausura 2005

#### Grupo 2
| Pos. | Equipo      | Pts. | PJ | G | E | P  | GF | GC | Dif. | Clasificación                   |
| ---- | ----------- | ---- | -- | - | - | -- | -- | -- | ---- | ------------------------------- |
| 1    | Cruz Azul   | 31   | 17 | 9 | 4 | 4  | 36 | 19 | +17  | Cuartos de final de la liguilla |
| 2    | Tigres UANL | 24   | 17 | 6 | 6 | 5  | 25 | 19 | +6   | Cuartos de final de la liguilla |
| 3    | Guadalajara | 23   | 17 | 6 | 5 | 6  | 29 | 31 | −2   |                                 |
| 4    | Toluca      | 23   | 17 | 6 | 5 | 6  | 17 | 22 | −5   |                                 |
| 5    | Puebla (D)  | 16   | 17 | 4 | 4 | 9  | 19 | 29 | −10  | Descenso de categoría           |
| 6    | Atlas       | 11   | 17 | 2 | 5 | 10 | 21 | 35 | −14  |                                 |

 Fuente: Torneo Clausura 2005

#### Grupo 3
| Pos. | Equipo        | Pts. | PJ | G | E | P | GF | GC | Dif. | Clasificación                   |
| ---- | ------------- | ---- | -- | - | - | - | -- | -- | ---- | ------------------------------- |
| 1    | Necaxa        | 28   | 17 | 9 | 1 | 7 | 28 | 20 | +8   | Cuartos de final de la liguilla |
| 2    | Santos Laguna | 28   | 17 | 9 | 1 | 7 | 31 | 31 | 0    | Cuartos de final de la liguilla |
| 3    | Monterrey     | 27   | 17 | 8 | 3 | 6 | 24 | 25 | −1   | Cuartos de final de la liguilla |
| 4    | Chiapas       | 22   | 17 | 6 | 4 | 7 | 19 | 23 | −4   |                                 |
| 5    | Pachuca       | 20   | 17 | 5 | 5 | 7 | 20 | 27 | −7   |                                 |
| 6    | Veracruz      | 14   | 17 | 3 | 5 | 9 | 15 | 33 | −18  |                                 |

 Fuente: Torneo Clausura 2005

### Tabla general
| Pos. | Equipo        | Pts. | PJ | G  | E | P  | GF | GC | Dif. | Clasificación                   |
| ---- | ------------- | ---- | -- | -- | - | -- | -- | -- | ---- | ------------------------------- |
| 1    | Morelia       | 35   | 17 | 11 | 2 | 4  | 27 | 16 | +11  | Cuartos de final de la liguilla |
| 2    | Cruz Azul     | 31   | 17 | 9  | 4 | 4  | 36 | 19 | +17  | Cuartos de final de la liguilla |
| 3    | América (C)   | 30   | 17 | 7  | 9 | 1  | 38 | 27 | +11  | Cuartos de final de la liguilla |
| 4    | Tecos UAG     | 29   | 17 | 8  | 5 | 4  | 31 | 21 | +10  | Cuartos de final de la liguilla |
| 5    | Necaxa        | 28   | 17 | 9  | 1 | 7  | 28 | 20 | +8   | Cuartos de final de la liguilla |
| 6    | Santos Laguna | 28   | 17 | 9  | 1 | 7  | 31 | 31 | 0    | Cuartos de final de la liguilla |
| 7    | Monterrey     | 27   | 17 | 8  | 3 | 6  | 24 | 25 | −1   | Cuartos de final de la liguilla |
| 8    | Dorados       | 26   | 17 | 7  | 5 | 5  | 23 | 19 | +4   |                                 |
| 9    | Tigres UANL   | 24   | 17 | 6  | 6 | 5  | 25 | 19 | +6   | Cuartos de final de la liguilla |
| 10   | Guadalajara   | 23   | 17 | 6  | 5 | 6  | 29 | 31 | −2   |                                 |
| 11   | Toluca        | 23   | 17 | 6  | 5 | 6  | 17 | 22 | −5   |                                 |
| 12   | Chiapas       | 22   | 17 | 6  | 4 | 7  | 19 | 23 | −4   |                                 |
| 13   | Atlante       | 20   | 17 | 5  | 5 | 7  | 24 | 21 | +3   |                                 |
| 14   | Pachuca       | 20   | 17 | 5  | 5 | 7  | 20 | 27 | −7   |                                 |
| 15   | Puebla (D)    | 16   | 17 | 4  | 4 | 9  | 19 | 29 | −10  | Descenso de categoría           |
| 16   | UNAM          | 14   | 17 | 4  | 2 | 11 | 19 | 28 | −9   |                                 |
| 17   | Veracruz      | 14   | 17 | 3  | 5 | 9  | 15 | 33 | −18  |                                 |
| 18   | Atlas         | 11   | 17 | 2  | 5 | 10 | 21 | 35 | −14  |                                 |

 Fuente: Torneo Clausura 2005

## Torneo Regular
| Toluca    | 1-0 | Necaxa      | Nemesio Diez         | 15 de enero | 15:00 |
| Cruz Azul | 3-1 | Puebla      | Azul                 | 15 de enero | 17:00 |
| Veracruz  | 0-2 | Monterrey   | Luis "Pirata" Fuente | 15 de enero | 19:00 |
| Dorados   | 0-1 | América     | Banorte              | 15 de enero | 19:00 |
| Tigres    | 0-0 | Jaguares    | Universitario        | 15 de enero | 19:00 |
| Atlas     | 1-2 | Santos      | Jalisco              | 15 de enero | 21:00 |
| Pachuca   | 0-1 | Morelia     | Hidalgo              | 16 de enero | 12:00 |
| Atlante   | 1-1 | Guadalajara | Azteca               | 16 de enero | 14:00 |
| Tecos UAG | 1-0 | UNAM        | Tres de Marzo        | 16 de enero | 16:00 |

| Jaguares    | 1-3 | Cruz Azul | Víctor Manuel Reyna    | 22 de enero | 15:30 |
| Morelia     | 1-0 | Toluca    | Morelos                | 22 de enero | 19:00 |
| Guadalajara | 0-4 | Pachuca   | Jalisco                | 22 de enero | 19:00 |
| Monterrey   | 1-1 | Tigres    | Tecnológico            | 22 de enero | 19:00 |
| Necaxa      | 4-0 | Veracruz  | Victoria               | 22 de enero | 20:30 |
| UNAM        | 0-1 | Atlante   | Olímpico Universitario | 23 de enero | 12:00 |
| América     | 3-3 | Tecos UAG | Azteca                 | 23 de enero | 12:00 |
| Puebla      | 5-2 | Atlas     | Cuauhtémoc             | 23 de enero | 14:00 |
| Santos      | 2-1 | Dorados   | Corona                 | 23 de enero | 16:00 |

| Toluca    | 2-1 | Guadalajara | Nemesio Díez         | 29 de enero | 15:00 |
| Cruz Azul | 6-1 | Monterrey   | Azul                 | 29 de enero | 17:00 |
| Veracruz  | 1-1 | Morelia     | Luis "Pirata" Fuente | 29 de enero | 19:00 |
| Dorados   | 0-0 | Puebla      | Banorte              | 29 de enero | 19:00 |
| Tigres    | 2-0 | Necaxa      | Universitario        | 29 de enero | 19:00 |
| Atlas     | 0-1 | Jaguares    | Jalisco              | 29 de enero | 20:45 |
| América   | 4-2 | Santos      | Azteca               | 30 de enero | 12:00 |
| Tecos UAG | 3-0 | Atlante     | Tres de Marzo        | 30 de enero | 14:00 |
| Pachuca   | 1-3 | UNAM        | Hidalgo              | 30 de enero | 16:00 |

| Jaguares    | 2-2 | Dorados   | Víctor Manuel Reyna    | 5 de febrero | 15:45 |
| Monterrey   | 1-0 | Atlas     | Tecnológico            | 5 de febrero | 17:00 |
| Morelia     | 2-1 | Tigres    | Morelos                | 5 de febrero | 19:00 |
| Guadalajara | 2-0 | Veracruz  | Jalisco                | 5 de febrero | 19:00 |
| Necaxa      | 0-1 | Cruz Azul | Victoria               | 5 de febrero | 20:30 |
| UNAM        | 1-2 | Toluca    | Olímpico Universitario | 6 de febrero | 12:00 |
| Puebla      | 2-2 | América   | Cuauhtémoc             | 6 de febrero | 14:00 |
| Atlante     | 1-1 | Pachuca   | Azteca                 | 6 de febrero | 14:00 |
| Santos      | 4-2 | Tecos UAG | Corona                 | 6 de febrero | 16:00 |

| Tecos UAG | 1-0 | Pachuca     | Tres de Marzo        | 11 de febrero | 20:30 |
| Toluca    | 1-0 | Atlante     | Nemesio Díez         | 12 de febrero | 15:00 |
| Cruz Azul | 1-0 | Morelia     | Azul                 | 12 de febrero | 17:00 |
| Veracruz  | 1-0 | UNAM        | Luis "Pirata" Fuente | 12 de febrero | 19:00 |
| Dorados   | 1-0 | Monterrey   | Banorte              | 12 de febrero | 19:00 |
| Tigres    | 2-2 | Guadalajara | Universitario        | 12 de febrero | 19:00 |
| Atlas     | 2-0 | Necaxa      | Jalisco              | 12 de febrero | 20:45 |
| América   | 4-1 | Jaguares    | Azteca               | 13 de febrero | 12:00 |
| Santos    | 2-0 | Puebla      | Corona               | 13 de febrero | 16:00 |

| Jaguares    | 2-0 | Santos    | Víctor Manuel Reyna    | 19 de febrero | 17:00 |
| Monterrey   | 4-2 | América   | Tecnológico            | 19 de febrero | 17:00 |
| Guadalajara | 1-1 | Cruz Azul | Jalisco                | 19 de febrero | 19:00 |
| Pachuca     | 1-1 | Toluca    | Hidalgo                | 19 de febrero | 19:00 |
| Necaxa      | 4-3 | Dorados   | Victoria               | 19 de febrero | 20:30 |
| UNAM        | 2-1 | Tigres    | Olímpico Universitario | 20 de febrero | 12:00 |
| Puebla      | 0-3 | Tecos UAG | Cuauhtémoc             | 20 de febrero | 12:00 |
| Atlante     | 5-1 | Veracruz  | Azteca                 | 20 de febrero | 14:00 |
| Morelia     | 4-1 | Atlas     | Morelos                | 20 de febrero | 16:00 |

| Cruz Azul | 2-2 | UNAM        | Azul                 | 26 de febrero | 17:00 |
| Dorados   | 0-1 | Morelia     | Banorte              | 26 de febrero | 19:00 |
| Tigres    | 2-1 | Atlante     | Universitario        | 26 de febrero | 19:00 |
| Atlas     | 2-3 | Guadalajara | Jalisco              | 26 de febrero | 20:45 |
| América   | 2-0 | Necaxa      | Azteca               | 27 de febrero | 12:00 |
| Puebla    | 1-0 | Jaguares    | Cuauhtémoc           | 27 de febrero | 14:00 |
| Tecos UAG | 4-2 | Toluca      | Tres de Marzo        | 27 de febrero | 16:00 |
| Santos    | 3-1 | Monterrey   | Corona               | 27 de febrero | 16:00 |
| Veracruz  | 1-2 | Pachuca     | Luis "Pirata" Fuente | 27 de febrero | 17:00 |

| Toluca      | 1-1 | Veracruz  | Nemesio Díez           | 5 de marzo | 15:00 |
| Monterrey   | 4-1 | Puebla    | Tecnológico            | 5 de marzo | 17:00 |
| Jaguares    | 1-1 | Tecos UAG | Víctor Manuel Reyna    | 5 de marzo | 17:00 |
| Morelia     | 1-1 | América   | Morelos                | 5 de marzo | 19:00 |
| Guadalajara | 1-1 | Dorados   | Jalisco                | 5 de marzo | 19:00 |
| Necaxa      | 4-2 | Santos    | Victoria               | 5 de marzo | 20:30 |
| UNAM        | 3-2 | Atlas     | Olímpico Universitario | 6 de marzo | 12:00 |
| Atlante     | 2-0 | Cruz Azul | Azteca                 | 6 de marzo | 14:00 |
| Pachuca     | 1-1 | Tigres    | Hidalgo                | 6 de marzo | 16:00 |

| Jaguares  | 1-1 | Monterrey   | Víctor Manuel Reyna | 12 de marzo | 17:00 |
| Cruz Azul | 4-0 | Pachuca     | Azul                | 12 de marzo | 17:00 |
| Dorados   | 2-1 | UNAM        | Banorte             | 12 de marzo | 19:00 |
| Tigres    | 6-0 | Toluca      | Universitario       | 12 de marzo | 19:00 |
| Atlas     | 2-2 | Atlante     | Jalisco             | 12 de marzo | 20:45 |
| Puebla    | 0-1 | Necaxa      | Cuauhtémoc          | 13 de marzo | 14:00 |
| Santos    | 3-1 | Morelia     | Corona              | 13 de marzo | 15:00 |
| Tecos UAG | 1-1 | Veracruz    | Tres de Marzo       | 13 de marzo | 16:00 |
| América   | 3-3 | Guadalajara | Azteca              | 13 de marzo | 18:00 |

| Toluca      | 0-2 | Cruz Azul | Nemesio Díez           | 19 de marzo | 15:00 |
| Monterrey   | 2-1 | Tecos UAG | Tecnológico            | 19 de marzo | 17:00 |
| Veracruz    | 2-0 | Tigres    | Luis "Pirata" Fuente   | 19 de marzo | 17:00 |
| Morelia     | 3-1 | Puebla    | Morelos                | 19 de marzo | 19:00 |
| Guadalajara | 5-1 | Santos    | Jalisco                | 19 de marzo | 19:00 |
| Necaxa      | 2-0 | Jaguares  | Victoria               | 19 de marzo | 20:30 |
| Atlante     | 1-1 | Dorados   | Azteca                 | 20 de marzo | 14:00 |
| Pachuca     | 3-1 | Atlas     | Hidalgo                | 20 de marzo | 15:00 |
| UNAM        | 2-3 | América   | Olímpico Universitario | 20 de marzo | 18:00 |

| Puebla    | 4-1 | Guadalajara | Cuauhtémoc          | 2 de abril  | 15:00 |
| Tecos UAG | 2-0 | Tigres      | Tres de Marzo       | 2 de abril  | 15:00 |
| Jaguares  | 0-2 | Morelia     | Víctor Manuel Reyna | 2 de abril  | 17:00 |
| Cruz Azul | 3-0 | Veracruz    | Azul                | 2 de abril  | 17:00 |
| Monterrey | 1-1 | Necaxa      | Tecnológico         | 2 de abril  | 17:00 |
| Dorados   | 3-1 | Pachuca     | Banorte             | 2 de abril  | 19:00 |
| Atlas     | 0-0 | Toluca      | Jalisco             | 2 de abril  | 20:45 |
| América   | 1-1 | Atlante     | Azteca              | 6 de abril  | 20:45 |
| Santos    | 1-1 | UNAM        | Corona              | 27 de abril | 16:00 |

| Toluca      | 1-2 | Dorados   | Nemesio Díez           | 9 de abril  | 15:00 |
| Veracruz    | 0-0 | Atlas     | Luis "Pirata" Fuente   | 9 de abril  | 19:00 |
| Guadalajara | 0-2 | Jaguares  | Jalisco                | 9 de abril  | 19:00 |
| Necaxa      | 1-0 | Tecos UAG | Victoria               | 9 de abril  | 20:30 |
| UNAM        | 1-0 | Puebla    | Olímpico Universitario | 10 de abril | 12:00 |
| Atlante     | 3-0 | Santos    | Azteca                 | 10 de abril | 14:00 |
| Morelia     | 1-2 | Monterrey | Morelos                | 10 de abril | 14:00 |
| Pachuca     | 2-2 | América   | Hidalgo                | 10 de abril | 16:00 |
| Tigres      | 0-3 | Cruz Azul | Universitario          | 10 de abril | 18:00 |

| Puebla    | 2-1 | Atlante     | Cuauhtémoc          | 16 de abril | 15:00 |
| Monterrey | 0-1 | Guadalajara | Tecnológico         | 16 de abril | 17:00 |
| Jaguares  | 2-0 | UNAM        | Víctor Manuel Reyna | 16 de abril | 17:00 |
| Dorados   | 2-0 | Veracruz    | Banorte             | 16 de abril | 19:00 |
| Necaxa    | 0-1 | Morelia     | Victoria            | 16 de abril | 20:30 |
| Atlas     | 1-1 | Tigres      | Jalisco             | 16 de abril | 20:45 |
| Tecos UAG | 3-3 | Cruz Azul   | Tres de Marzo       | 17 de abril | 16:00 |
| Santos    | 2-0 | Pachuca     | Corona              | 17 de abril | 16:00 |
| América   | 0-0 | Toluca      | Azteca              | 17 de abril | 18:00 |

| Atlante     | 2-0 | Jaguares  | Azteca                 | 20 de abril | 15:00 |
| Tecos UAG   | 2-0 | Morelia   | Tres de Marzo          | 20 de abril | 17:00 |
| Veracruz    | 1-1 | América   | Luis "Pirata" Fuente   | 20 de abril | 19:00 |
| Guadalajara | 2-0 | Necaxa    | Jalisco                | 20 de abril | 19:00 |
| Pachuca     | 1-1 | Puebla    | Hidalgo                | 20 de abril | 20:00 |
| UNAM        | 1-2 | Monterrey | Olímpico Universitario | 20 de abril | 20:30 |
| Tigres      | 1-0 | Dorados   | Universitario          | 20 de abril | 20:45 |
| Cruz Azul   | 1-2 | Atlas     | Azul                   | 20 de abril | 21:00 |
| Toluca      | 2-0 | Santos    | Nemesio Díez           | 21 de abril | 15:00 |

| Monterrey | 1-0 | Atlante     | Tecnológico         | 23 de abril | 17:00 |
| Jaguares  | 0-1 | Pachuca     | Víctor Manuel Reyna | 23 de abril | 17:00 |
| Morelia   | 4-2 | Guadalajara | Morelos             | 23 de abril | 19:00 |
| Dorados   | 1-1 | Cruz Azul   | Banorte             | 23 de abril | 19:00 |
| Atlas     | 1-1 | Tecos UAG   | Jalisco             | 23 de abril | 20:45 |
| Necaxa    | 3-1 | UNAM        | Victoria            | 23 de abril | 21:00 |
| Puebla    | 0-0 | Toluca      | Cuauhtémoc          | 24 de abril | 14:00 |
| Santos    | 4-1 | Veracruz    | Corona              | 24 de abril | 16:00 |
| América   | 1-1 | Tigres      | Azteca              | 24 de abril | 18:00 |

| Toluca    | 1-2 | Jaguares    | Nemesio Díez           | 30 de abril | 15:00 |
| Veracruz  | 2-1 | Puebla      | Luis "Pirata" Fuente   | 30 de abril | 17:00 |
| Cruz Azul | 2-3 | América     | Azul                   | 30 de abril | 19:00 |
| Tigres    | 3-1 | Santos      | Universitario          | 30 de abril | 19:00 |
| Atlas     | 2-3 | Dorados     | Jalisco                | 30 de abril | 20:45 |
| Atlante   | 2-3 | Necaxa      | Azteca                 | 1 de mayo   | 14:00 |
| Pachuca   | 2-0 | Monterrey   | Hidalgo                | 1 de mayo   | 15:00 |
| Tecos UAG | 3-2 | Guadalajara | Tres de Marzo          | 1 de mayo   | 17:00 |
| UNAM      | 0-2 | Morelia     | Olímpico Universitario | 1 de mayo   | 18:00 |

| Puebla      | 0-3 | Tigres    | Cuauhtémoc          | 8 de mayo | 12:00 |
| Dorados     | 1-0 | Tecos UAG | Banorte             | 8 de mayo | 12:00 |
| Jaguares    | 4-3 | Veracruz  | Víctor Manuel Reyna | 8 de mayo | 12:00 |
| Guadalajara | 2-1 | UNAM      | Jalisco             | 8 de mayo | 12:00 |
| América     | 5-2 | Atlas     | Azteca              | 8 de mayo | 12:00 |
| Morelia     | 2-1 | Atlante   | Morelos             | 8 de mayo | 12:00 |
| Santos      | 2-0 | Cruz Azul | Corona              | 8 de mayo | 12:00 |
| Necaxa      | 5-0 | Pachuca   | Victoria            | 8 de mayo | 12:00 |
| Monterrey   | 1-3 | Toluca    | Tecnológico         | 8 de mayo | 12:00 |

### Tabla de resultados
|     | Team        | AME | ATE | ATL | CHP | CAZ | DOR | GDL | MON | MOR | NEC | PAC | PUE | SAN | TOL | UANL | UAG | UNAM | VER |
| --- | ----------- | --- | --- | --- | --- | --- | --- | --- | --- | --- | --- | --- | --- | --- | --- | ---- | --- | ---- | --- |
| 1.  | América     | XXX | 1-1 | 5-2 | 4-1 | 3-2 | 1-0 | 3-3 | 2-4 | 1-1 | 2-0 | 2-2 | 2-2 | 4-2 | 0-0 | 1-1  | 3-3 | 3-2  | 1-1 |
| 2.  | Atlante     | 1-1 | XXX | 2-2 | 2-0 | 2-0 | 1-1 | 1-1 | 0-1 | 1-2 | 2-3 | 1-1 | 1-2 | 3-0 | 0-1 | 1-2  | 0-3 | 1-0  | 5-1 |
| 3.  | Atlas       | 2-5 | 2-2 | XXX | 0-1 | 2-1 | 2-3 | 2-3 | 0-1 | 1-4 | 2-0 | 1-3 | 2-5 | 1-2 | 0-0 | 1-1  | 1-1 | 2-3  | 0-0 |
| 4.  | Chiapas     | 1-4 | 0-2 | 1-0 | XXX | 1-3 | 2-2 | 2-0 | 1-1 | 0-2 | 0-2 | 0-1 | 0-1 | 2-0 | 2-1 | 0-0  | 1-1 | 2-0  | 4-3 |
| 5.  | Cruz Azul   | 2-3 | 0-2 | 1-2 | 3-1 | XXX | 1-1 | 1-1 | 6-1 | 1-0 | 1-0 | 4-0 | 3-1 | 0-2 | 2-0 | 3-0  | 3-3 | 2-0  | 3-0 |
| 6.  | Dorados     | 0-1 | 1-1 | 3-2 | 2-2 | 1-1 | XXX | 1-1 | 1-0 | 0-1 | 3-4 | 3-1 | 0-0 | 1-2 | 2-1 | 0-1  | 1-0 | 2-1  | 2-0 |
| 7.  | Guadalajara | 3-3 | 1-1 | 3-2 | 0-2 | 1-1 | 1-1 | XXX | 1-0 | 2-4 | 2-0 | 0-4 | 1-4 | 5-1 | 1-2 | 2-2  | 2-3 | 2-1  | 2-0 |
| 8.  | Monterrey   | 4-2 | 1-0 | 1-0 | 1-1 | 1-6 | 0-1 | 0-1 | XXX | 2-1 | 1-1 | 0-2 | 4-1 | 1-3 | 1-3 | 1-1  | 2-2 | 2-1  | 2-0 |
| 9.  | Morelia     | 1-1 | 2-1 | 4-1 | 2-0 | 0-1 | 1-0 | 4-2 | 1-2 | XXX | 1-0 | 1-0 | 3-1 | 1-3 | 1-0 | 2-1  | 0-2 | 2-0  | 1-1 |
| 10. | Necaxa      | 0-2 | 3-2 | 0-2 | 2-0 | 0-1 | 4-3 | 0-2 | 1-1 | 0-1 | XXX | 5-0 | 1-0 | 4-2 | 0-1 | 0-2  | 1-0 | 3-1  | 4-0 |
| 11. | Pachuca     | 2-2 | 1-1 | 3-1 | 1-0 | 0-4 | 1-3 | 4-0 | 2-0 | 0-1 | 0-5 | XXX | 1-1 | 0-2 | 1-1 | 1-1  | 0-1 | 1-3  | 2-1 |
| 12. | Puebla      | 2-2 | 1-2 | 5-2 | 1-0 | 1-3 | 0-0 | 4-1 | 1-4 | 1-3 | 0-1 | 1-1 | XXX | 0-2 | 0-0 | 0-3  | 0-3 | 0-1  | 1-2 |
| 13. | Santos      | 2-4 | 0-3 | 2-1 | 0-2 | 2-0 | 2-1 | 1-5 | 3-1 | 3-1 | 2-4 | 2-0 | 2-0 | XXX | 0-2 | 1-3  | 4-2 | 1-1  | 4-1 |
| 14. | Toluca      | 0-0 | 1-0 | 0-0 | 1-2 | 0-2 | 1-2 | 2-1 | 3-1 | 0-1 | 1-0 | 1-1 | 0-0 | 2-0 | XXX | 0-6  | 2-4 | 2-1  | 1-1 |
| 15. | Tigres      | 1-1 | 2-1 | 1-1 | 0-0 | 0-3 | 1-0 | 2-2 | 1-1 | 1-2 | 2-0 | 1-1 | 3-0 | 3-1 | 6-0 | XXX  | 0-2 | 1-2  | 0-2 |
| 16. | Tecos       | 3-3 | 0-3 | 1-1 | 1-1 | 3-3 | 0-1 | 3-2 | 1-2 | 2-0 | 0-1 | 1-0 | 3-0 | 2-4 | 4-2 | 2-0  | XXX | 1-0  | 1-1 |
| 17. | UNAM        | 2-3 | 0-1 | 3-2 | 0-2 | 2-2 | 1-2 | 1-2 | 1-2 | 0-2 | 1-3 | 3-1 | 1-0 | 1-1 | 1-2 | 2-1  | 0-1 | XXX  | 0-1 |
| 18. | Veracruz    | 1-1 | 1-5 | 0-0 | 3-4 | 0-3 | 0-2 | 0-2 | 0-2 | 1-1 | 1-4 | 1-2 | 2-1 | 1-4 | 1-1 | 2-0  | 1-1 | 1-0  | XXX |

## Tabla de Cocientes
| Posición | Equipo      | A02 | C03 | A03 | C04 | A04 | C05 | Puntos | Juegos | Cociente |
| -------- | ----------- | --- | --- | --- | --- | --- | --- | ------ | ------ | -------- |
| 1        | Toluca      | 41  | 33  | 27  | 30  | 32  | 23  | 186    | 110    | 1.6909   |
| 2        | América     | 43  | 29  | 28  | 32  | 20  | 30  | 182    | 110    | 1.6545   |
| 3        | Guadalajara | 27  | 31  | 29  | 36  | 29  | 23  | 175    | 110    | 1.5909   |
| 4        | Morelia     | 32  | 35  | 25  | 22  | 22  | 35  | 171    | 110    | 1.5545   |
| 5        | UNAM        | 33  | 20  | 38  | 41  | 23  | 14  | 169    | 110    | 1.5363   |
| 6        | Tigres      | 23  | 34  | 38  | 23  | 23  | 24  | 165    | 110    | 1.5000   |
| 7        | Atlante     | 25  | 34  | 31  | 27  | 24  | 20  | 161    | 111    | 1.4636   |
| 8        | Santos      | 26  | 30  | 31  | 21  | 18  | 28  | 154    | 110    | 1.4000   |
| 9        | Monterrey   | 22  | 34  | 22  | 18  | 27  | 27  | 150    | 110    | 1.3636   |
| 10       | Pachuca     | 15  | 21  | 36  | 26  | 32  | 20  | 150    | 110    | 1.3636   |
| 11       | Cruz Azul   | 28  | 24  | 27  | 23  | 16  | 31  | 149    | 110    | 1.3545   |
| 12       | Necaxa      | 26  | 23  | 30  | 21  | 21  | 28  | 149    | 110    | 1.3545   |
| 13       | Veracruz    | 18  | 31  | 27  | 17  | 35  | 14  | 142    | 110    | 1.2909   |
| 14       | Atlas       | 22  | 32  | 19  | 27  | 31  | 11  | 142    | 110    | 1.2909   |
| 15       | Jaguares    | 16  | 19  | 21  | 42  | 18  | 22  | 138    | 110    | 1.2545   |
| 16       | Dorados     | -   | -   | -   | -   | 16  | 26  | 42     | 34     | 1.2352   |
| 17       | Estudiantes | 29  | 7   | 31  | 18  | 16  | 29  | 130    | 110    | 1.1818   |
| 18       | Puebla      | 22  | 16  | 20  | 20  | 21  | 16  | 115    | 110    | 1.0454   |

## Estadísticas

### Goleadores
| Pos. | Jugador            | Equipo      | Goles | Goles de penal |
| ---- | ------------------ | ----------- | ----- | -------------- |
| 1.º  | Matías Vuoso       | Santos      | 15    | 2              |
| 2.º  | Omar Bravo         | Guadalajara | 12    | 1              |
| 2.º  | Kleber             | América     | 12    | 0              |
| 4.º  | Gustavo Biscayzacú | Veracruz    | 10    | 1              |
| 4.º  | Walter Gaitan      | Tigres      | 10    | 4              |
| 4.º  | Sebastián González | Atlante     | 10    | 0              |
| 7.º  | Eliomar Marcón     | Estudiantes | 9     | 0              |
| 7.º  | Claudio López      | América     | 9     | 0              |
| 7.º  | Daniel Ludueña     | Estudiantes | 9     | 1              |

### Máximos Asistentes
| Pos. | Jugador           | Equipo      | Asistencias |
| ---- | ----------------- | ----------- | ----------- |
| 1.º  | Rodrigo Ruiz      | Santos      | 9           |
| 2.º  | Cuauhtémoc Blanco | América     | 7           |
| 2.º  | Alfredo Moreno    | Necaxa      | 7           |
| 4.º  | Daniel Osorno     | Atlas       | 5           |
| 4.º  | Ramón Morales     | Guadalajara | 5           |
| 4.º  | Alberto Medina    | Guadalajara | 5           |
| 4.º  | Cesar Delgado     | Cruz Azul   | 5           |

## Liguilla
|  | Cuartos de final                                               | Cuartos de final                                               | Cuartos de final                                               | Cuartos de final                                               | Cuartos de final                                               |   |   | Semifinales                                                    | Semifinales                                                    | Semifinales                                                    | Semifinales                                                    | Semifinales                                                    |  |   | Final                                                | Final                                                | Final                                                | Final                                                | Final                                                |  |
|  | 11 y 12 de mayo de 2005 (ida) 14 y 15 de mayo de 2005 (vuelta) | 11 y 12 de mayo de 2005 (ida) 14 y 15 de mayo de 2005 (vuelta) | 11 y 12 de mayo de 2005 (ida) 14 y 15 de mayo de 2005 (vuelta) | 11 y 12 de mayo de 2005 (ida) 14 y 15 de mayo de 2005 (vuelta) | 11 y 12 de mayo de 2005 (ida) 14 y 15 de mayo de 2005 (vuelta) |   |   | 18 y 19 de mayo de 2005 (ida) 21 y 22 de mayo de 2005 (vuelta) | 18 y 19 de mayo de 2005 (ida) 21 y 22 de mayo de 2005 (vuelta) | 18 y 19 de mayo de 2005 (ida) 21 y 22 de mayo de 2005 (vuelta) | 18 y 19 de mayo de 2005 (ida) 21 y 22 de mayo de 2005 (vuelta) | 18 y 19 de mayo de 2005 (ida) 21 y 22 de mayo de 2005 (vuelta) |  |   | 26 de mayo de 2005 (ida) 29 de mayo de 2005 (vuelta) | 26 de mayo de 2005 (ida) 29 de mayo de 2005 (vuelta) | 26 de mayo de 2005 (ida) 29 de mayo de 2005 (vuelta) | 26 de mayo de 2005 (ida) 29 de mayo de 2005 (vuelta) | 26 de mayo de 2005 (ida) 29 de mayo de 2005 (vuelta) |  |
|  |                                                                |                                                                |                                                                |                                                                |                                                                |   |   |                                                                |                                                                |                                                                |                                                                |                                                                |  |   |                                                      |                                                      |                                                      |                                                      |                                                      |  |
|  |                                                                |                                                                |                                                                |                                                                |                                                                |   |   |                                                                |                                                                |                                                                |                                                                |                                                                |  |   |                                                      |                                                      |                                                      |                                                      |                                                      |  |
|  | 2                                                              | Cruz Azul (*)                                                  | 0                                                              | 3                                                              | 3                                                              |   |   |                                                                |                                                                |                                                                |                                                                |                                                                |  |   |                                                      |                                                      |                                                      |                                                      |                                                      |  |
|  | 2                                                              | Cruz Azul (*)                                                  | 0                                                              | 3                                                              | 3                                                              |   |   |                                                                |                                                                |                                                                |                                                                |                                                                |  |   |                                                      |                                                      |                                                      |                                                      |                                                      |  |
|  | 7                                                              | Monterrey                                                      | 0                                                              | 3                                                              | 3                                                              |   |   |                                                                |                                                                |                                                                |                                                                |                                                                |  |   |                                                      |                                                      |                                                      |                                                      |                                                      |  |
|  | 7                                                              | Monterrey                                                      | 0                                                              | 3                                                              | 3                                                              |   | 2 | Cruz Azul                                                      | 1                                                              | 1                                                              | 2                                                              |                                                                |  |   |                                                      |                                                      |                                                      |                                                      |                                                      |  |
|  |                                                                |                                                                |                                                                |                                                                |                                                                |   | 2 | Cruz Azul                                                      | 1                                                              | 1                                                              | 2                                                              |                                                                |  |   |                                                      |                                                      |                                                      |                                                      |                                                      |  |
|  |                                                                |                                                                | 3                                                              | América                                                        | 3                                                              | 3 | 6 |                                                                |                                                                |                                                                |                                                                |                                                                |  |   |                                                      |                                                      |                                                      |                                                      |                                                      |  |
|  | 3                                                              | América (*)                                                    | 3                                                              | América                                                        | 3                                                              | 3 | 6 | 2                                                              | 1                                                              | 3                                                              |                                                                |                                                                |  |   |                                                      |                                                      |                                                      |                                                      |                                                      |  |
|  | 3                                                              | América (*)                                                    |                                                                |                                                                |                                                                |   |   |                                                                |                                                                | 3                                                              |                                                                |                                                                |  |   |                                                      |                                                      |                                                      |                                                      |                                                      |  |
|  | 6                                                              | Santos                                                         | 2                                                              | 1                                                              | 3                                                              |   |   |                                                                |                                                                |                                                                |                                                                |                                                                |  |   |                                                      |                                                      |                                                      |                                                      |                                                      |  |
|  | 6                                                              | Santos                                                         | 2                                                              | 1                                                              | 3                                                              |   |   |                                                                |                                                                |                                                                |                                                                |                                                                |  | 3 | América                                              | 1                                                    | 6                                                    | 7                                                    |                                                      |  |
|  |                                                                |                                                                |                                                                |                                                                |                                                                |   |   |                                                                |                                                                |                                                                |                                                                |                                                                |  | 3 | América                                              | 1                                                    | 6                                                    | 7                                                    |                                                      |  |
|  |                                                                |                                                                | 4                                                              | Tecos UAG                                                      | 1                                                              | 3 | 4 |                                                                |                                                                |                                                                |                                                                |                                                                |  |   |                                                      |                                                      |                                                      |                                                      |                                                      |  |
|  | 1                                                              | Morelia (*)                                                    | 4                                                              | Tecos UAG                                                      | 1                                                              | 3 | 4 | 2                                                              | 2                                                              | 4                                                              |                                                                |                                                                |  |   |                                                      |                                                      |                                                      |                                                      |                                                      |  |
|  | 1                                                              | Morelia (*)                                                    |                                                                |                                                                |                                                                |   |   |                                                                |                                                                | 4                                                              |                                                                |                                                                |  |   |                                                      |                                                      |                                                      |                                                      |                                                      |  |
|  | 9                                                              | Tigres                                                         | 3                                                              | 1                                                              | 4                                                              |   |   |                                                                |                                                                |                                                                |                                                                |                                                                |  |   |                                                      |                                                      |                                                      |                                                      |                                                      |  |
|  | 9                                                              | Tigres                                                         | 3                                                              | 1                                                              | 4                                                              |   | 1 | Morelia                                                        | 0                                                              | 1                                                              | 1                                                              |                                                                |  |   |                                                      |                                                      |                                                      |                                                      |                                                      |  |
|  |                                                                |                                                                |                                                                |                                                                |                                                                |   | 1 | Morelia                                                        | 0                                                              | 1                                                              | 1                                                              |                                                                |  |   |                                                      |                                                      |                                                      |                                                      |                                                      |  |
|  |                                                                |                                                                | 4                                                              | Tecos UAG                                                      | 1                                                              | 1 | 2 |                                                                |                                                                |                                                                |                                                                |                                                                |  |   |                                                      |                                                      |                                                      |                                                      |                                                      |  |
|  | 4                                                              | Tecos UAG                                                      | 4                                                              | Tecos UAG                                                      | 1                                                              | 1 | 2 | 2                                                              | 2                                                              | 4                                                              |                                                                |                                                                |  |   |                                                      |                                                      |                                                      |                                                      |                                                      |  |
|  | 4                                                              | Tecos UAG                                                      |                                                                |                                                                |                                                                |   |   |                                                                |                                                                | 4                                                              |                                                                |                                                                |  |   |                                                      |                                                      |                                                      |                                                      |                                                      |  |
|  | 5                                                              | Necaxa                                                         | 0                                                              | 1                                                              | 1                                                              |   |   |                                                                |                                                                |                                                                |                                                                |                                                                |  |   |                                                      |                                                      |                                                      |                                                      |                                                      |  |
|  | 5                                                              | Necaxa                                                         | 0                                                              | 1                                                              | 1                                                              |   |   |                                                                |                                                                |                                                                |                                                                |                                                                |  |   |                                                      |                                                      |                                                      |                                                      |                                                      |  |
|  |                                                                |                                                                |                                                                |                                                                |                                                                |   |   |                                                                |                                                                |                                                                |                                                                |                                                                |  |   |                                                      |                                                      |                                                      |                                                      |                                                      |  |

- (*) Avanza por su posición en la tabla

### Cuartos de final
| 11 de mayo de 2005, 19:00 | Tigres                           | 3:2 (1:1) | Morelia                                | Estadio Universitario, San Nicolás |                           |
|                           | Gaitán 32' (pen.) 51' (pen.) 63' |           | Marquez Lugo 11' · Trujillo 78' (pen.) | Árbitro(s): Adolfo Aquino          | Árbitro(s): Adolfo Aquino |

| 14 de mayo de 2005, 19:00                                                  | Morelia                       | 2:1 (2:0) | Tigres        | Estadio Morelos, Morelia      |                               |
|                                                                            | Marquez Lugo 41' · Castro 40' |           | de Nigris 67' | Árbitro(s): Armando Archundia | Árbitro(s): Armando Archundia |
| Global 4-4 : Morelia avanza a Semifinales por mejor ubicación en la tabla. |                               |           |               |                               |                               |

| 11 de mayo de 2005, 21:00 | Monterrey | 0:0 | Cruz Azul | Estadio Tecnológico, Monterrey      |  |
|                           |           |     |           | Árbitro(s): Marco Antonio Rodríguez |  |

| 14 de mayo de 2005, 17:00                                                  | Cruz Azul                                     | 3:3 (1:2) | Monterrey                              | Estadio Azul, Ciudad de México         |                                        |
|                                                                            | Zepeda 45' (pen.) · Fonseca 52' · Delgado 77' |           | Trimmer 6' · Erviti 13' · Arellano 90' | Árbitro(s): Jorge Eduardo Gasso Flores | Árbitro(s): Jorge Eduardo Gasso Flores |
| Global 3:3, Cruz Azul avanza a Semifinales por mejor posición en la tabla. |                                               |           |                                        |                                        |                                        |

| 12 de mayo de 2005, 19:00 | Santos                 | 2:2 (0:1) | América                   | Estadio Corona, Torreón      |                              |
|                           | Rangel 72' · Vuoso 90' |           | Kléber 15' · C. López 67' | Árbitro(s): Mauricio Morales | Árbitro(s): Mauricio Morales |

| 15 de mayo de 2005, 18:00                                                 | América    | 1:1 (1:0) | Santos   | Estadio Azteca, Ciudad de México |                           |
|                                                                           | Kléber 33' |           | Ruiz 76' | Árbitro(s): Manuel Glower        | Árbitro(s): Manuel Glower |
| Global 3-3 : América avanza a Semifinales por mejor posición en la tabla. |            |           |          |                                  |                           |

| 12 de mayo de 2005, 21:00 | Necaxa | 0:2 (0:2) | Tecos                    | Estadio Victoria, Aguascalientes |                             |
|                           |        |           | Ludueña 15' · Marcón 26' | Árbitro(s): Gilberto Alcalá      | Árbitro(s): Gilberto Alcalá |

| 15 de mayo de 2005, 16:00               | Tecos                          | 2:1 (1:1) | Necaxa       | Estadio Tres de Marzo, Zapopan |                           |
|                                         | J. Rodríguez 13' · Ludueña 90' |           | A. López 24' | Árbitro(s): Gabriel Gómez      | Árbitro(s): Gabriel Gómez |
| Global 4-1 : Tecos Avanza a Semifinales |                                |           |              |                                |                           |

### Semifinales
| 18 de mayo de 2005, 20:30 | Tecos     | 1:0 (1:0) | Morelia | Estadio Tres de Marzo, Zapopan      |                                     |
|                           | Leaño 30' |           |         | Árbitro(s): Marco Antonio Rodríguez | Árbitro(s): Marco Antonio Rodríguez |

| 21 de mayo de 2005, 19:00                  | Morelia    | 1:1 (0:1) | Tecos       | Estadio Morelos, Morelia    |                             |
|                                            | Castro 53' |           | Morales 18' | Árbitro(s): Gilberto Alcalá | Árbitro(s): Gilberto Alcalá |
| Global 1-2 : Tecos avanza a la Gran Final. |            |           |             |                             |                             |

| 19 de mayo de 2005, 20:30 | América                      | 3:1 (1:0) | Cruz Azul   | Estadio Azteca, México, D. F. |                           |
|                           | Blanco 2' 56' · C. López 81' |           | Fonseca 71' | Árbitro(s): Manuel Glower     | Árbitro(s): Manuel Glower |

| 22 de mayo de 2005, 17:00                    | Cruz Azul  | 1:3 (1:3) | América                                 | Estadio Azul, México, D. F.   |                               |
|                                              | Delgado 8' |           | Padilla 14' · Torres 38' · C. López 43' | Árbitro(s): Armando Archundia | Árbitro(s): Armando Archundia |
| Golbal 2-6 : América avanza a la Gran Final. |            |           |                                         |                               |                               |

### Final
| 26 de mayo de 2005, 21:00 | Tecos       | 1:1 (0:0) | América           | Estadio Tres de Marzo, Zapopan      |                                     |
|                           | Colotto 59' |           | Blanco 87' (pen.) | Árbitro(s): Marco Antonio Rodríguez | Árbitro(s): Marco Antonio Rodríguez |

| 29 de mayo de 2005, 18:00                                         | América                                                     | 6:3 (3:1) | Tecos                                      | Azteca, México, D. F.       |                             |
|                                                                   | Padilla 1' 37' · C. López 4' 89' · Blanco 62' · Mendoza 67' |           | Lillingston 21' · Morales 59' · Davino 86' | Árbitro(s): Gilberto Alcalá | Árbitro(s): Gilberto Alcalá |
| América es Campeón del Fútbol Mexicano ganando por global de 7-4. |                                                             |           |                                            |                             |                             |

#### Final - Ida
| 1     | POR   | Jesús Corona         |  |
| 18    | DEF   | Andony Hernández     |  |
| 3     | DEF   | Diego Colotto        |  |
| 27    | DEF   | Juan Carlos Leaño    |  |
| 15    | DEF   | Alejandro Villalobos |  |
| 58    | MED   | Juan Pablo Rodríguez |  |
| 7     | MED   | Said Godínez         |  |
| 8     | MED   | Flavio Davino        |  |
| 10    | MED   | Daniel Ludueña       |  |
| 17    | DEL   | Eliomar Marcón       |  |
| 20    | DEL   | Carlos María Morales |  |
| D. T. | D. T. | Daniel Guzmán        |  |

| 1     | POR   | Guillermo Ochoa        |  |
| 3     | DEF   | José Antonio Castro    |  |
| 5     | DEF   | Duilio Davino          |  |
| 16    | DEF   | Ricardo Rojas Trujillo |  |
| 4     | DEF   | Óscar Rojas            |  |
| 13    | MED   | Pável Pardo            |  |
| 18    | MED   | Germán Villa           |  |
| 24    | MED   | Raúl Alberto Salinas   |  |
| 7     | MED   | Claudio López          |  |
| 10    | DEL   | Cuauhtémoc Blanco      |  |
| 17    | DEL   | Aarón Padilla          |  |
| D. T. | D. T. | Mario Carrillo         |  |

| 2 | Defensa   | Antonio Huerta      | 81' |
| 9 | Delantero | Eduardo Lillingston | 89' |

| 22 | Defensa        | Alvin Mendoza    | 42' |
| 26 | Centrocampista | Francisco Torres | 71' |
| 11 | Delantero      | Jesús Mendoza    | 55' |

| 59' | Diego Colotto | 1:0 |

| 88' | Cuauhtémoc Blanco | 1:1 |

| 20' · 20' · 78' · 87' · 88' · 90' · 90' | Flavio Davino Juan Pablo Rodríguez Diego Colotto Eliomar Marcón Juan Carlos Leaño Jesús Corona Eliomar Marcón |

| 15' · 15' · 75' · 90' | Duilio Davino Germán Villa Cuauhtémoc Blanco Francisco Torres |

| 90' | Eliomar Marcón |

| Principal  | Marco Antonio Rodríguez  |
| Asistentes | Héctor Manuel Delgadillo |
|            | Bandera de México        |
| Cuarto     | Jorge Eduardo Gasso      |

|                    |    |    |
| Tiros              | 15 | 4  |
| Tiros a puerta     | 6  | 2  |
| Faltas             | 8  | 11 |
| Saques de esquina  | 2  | 3  |
| Penaltis           | 0  | 1  |
| Fueras de juego    | 2  | 0  |
| Posesión del balón | %  | %  |

| Alineación inicial |

| 1     | POR   | Jesús Corona         |  |
| 18    | DEF   | Andony Hernández     |  |
| 3     | DEF   | Diego Colotto        |  |
| 27    | DEF   | Juan Carlos Leaño    |  |
| 15    | DEF   | Alejandro Villalobos |  |
| 58    | MED   | Juan Pablo Rodríguez |  |
| 7     | MED   | Said Godínez         |  |
| 8     | MED   | Flavio Davino        |  |
| 10    | MED   | Daniel Ludueña       |  |
| 17    | DEL   | Eliomar Marcón       |  |
| 20    | DEL   | Carlos María Morales |  |
| D. T. | D. T. | Daniel Guzmán        |  |

| 1     | POR   | Guillermo Ochoa        |  |
| 3     | DEF   | José Antonio Castro    |  |
| 5     | DEF   | Duilio Davino          |  |
| 16    | DEF   | Ricardo Rojas Trujillo |  |
| 4     | DEF   | Óscar Rojas            |  |
| 13    | MED   | Pável Pardo            |  |
| 18    | MED   | Germán Villa           |  |
| 24    | MED   | Raúl Alberto Salinas   |  |
| 7     | MED   | Claudio López          |  |
| 10    | DEL   | Cuauhtémoc Blanco      |  |
| 17    | DEL   | Aarón Padilla          |  |
| D. T. | D. T. | Mario Carrillo         |  |

| 2 | Defensa   | Antonio Huerta      | 81' |
| 9 | Delantero | Eduardo Lillingston | 89' |

| 22 | Defensa        | Alvin Mendoza    | 42' |
| 26 | Centrocampista | Francisco Torres | 71' |
| 11 | Delantero      | Jesús Mendoza    | 55' |

| 59' | Diego Colotto | 1:0 |

| 88' | Cuauhtémoc Blanco | 1:1 |

| 20' · 20' · 78' · 87' · 88' · 90' · 90' | Flavio Davino Juan Pablo Rodríguez Diego Colotto Eliomar Marcón Juan Carlos Leaño Jesús Corona Eliomar Marcón |

| 15' · 15' · 75' · 90' | Duilio Davino Germán Villa Cuauhtémoc Blanco Francisco Torres |

| 90' | Eliomar Marcón |

| Principal  | Marco Antonio Rodríguez  |
| Asistentes | Héctor Manuel Delgadillo |
|            | Bandera de México        |
| Cuarto     | Jorge Eduardo Gasso      |

|                    |    |    |
| Tiros              | 15 | 4  |
| Tiros a puerta     | 6  | 2  |
| Faltas             | 8  | 11 |
| Saques de esquina  | 2  | 3  |
| Penaltis           | 0  | 1  |
| Fueras de juego    | 2  | 0  |
| Posesión del balón | %  | %  |

| Alineación inicial |

| 1     | POR   | Jesús Corona         |  |
| 18    | DEF   | Andony Hernández     |  |
| 3     | DEF   | Diego Colotto        |  |
| 27    | DEF   | Juan Carlos Leaño    |  |
| 15    | DEF   | Alejandro Villalobos |  |
| 58    | MED   | Juan Pablo Rodríguez |  |
| 7     | MED   | Said Godínez         |  |
| 8     | MED   | Flavio Davino        |  |
| 10    | MED   | Daniel Ludueña       |  |
| 17    | DEL   | Eliomar Marcón       |  |
| 20    | DEL   | Carlos María Morales |  |
| D. T. | D. T. | Daniel Guzmán        |  |

| 1     | POR   | Guillermo Ochoa        |  |
| 3     | DEF   | José Antonio Castro    |  |
| 5     | DEF   | Duilio Davino          |  |
| 16    | DEF   | Ricardo Rojas Trujillo |  |
| 4     | DEF   | Óscar Rojas            |  |
| 13    | MED   | Pável Pardo            |  |
| 18    | MED   | Germán Villa           |  |
| 24    | MED   | Raúl Alberto Salinas   |  |
| 7     | MED   | Claudio López          |  |
| 10    | DEL   | Cuauhtémoc Blanco      |  |
| 17    | DEL   | Aarón Padilla          |  |
| D. T. | D. T. | Mario Carrillo         |  |

| 2 | Defensa   | Antonio Huerta      | 81' |
| 9 | Delantero | Eduardo Lillingston | 89' |

| 22 | Defensa        | Alvin Mendoza    | 42' |
| 26 | Centrocampista | Francisco Torres | 71' |
| 11 | Delantero      | Jesús Mendoza    | 55' |

| 59' | Diego Colotto | 1:0 |

| 88' | Cuauhtémoc Blanco | 1:1 |

| 20' · 20' · 78' · 87' · 88' · 90' · 90' | Flavio Davino Juan Pablo Rodríguez Diego Colotto Eliomar Marcón Juan Carlos Leaño Jesús Corona Eliomar Marcón |

| 15' · 15' · 75' · 90' | Duilio Davino Germán Villa Cuauhtémoc Blanco Francisco Torres |

| 90' | Eliomar Marcón |

| Principal  | Marco Antonio Rodríguez  |
| Asistentes | Héctor Manuel Delgadillo |
|            | Bandera de México        |
| Cuarto     | Jorge Eduardo Gasso      |

|                    |    |    |
| Tiros              | 15 | 4  |
| Tiros a puerta     | 6  | 2  |
| Faltas             | 8  | 11 |
| Saques de esquina  | 2  | 3  |
| Penaltis           | 0  | 1  |
| Fueras de juego    | 2  | 0  |
| Posesión del balón | %  | %  |

| Alineación inicial |

| 1     | POR   | Jesús Corona         |  |
| 18    | DEF   | Andony Hernández     |  |
| 3     | DEF   | Diego Colotto        |  |
| 27    | DEF   | Juan Carlos Leaño    |  |
| 15    | DEF   | Alejandro Villalobos |  |
| 58    | MED   | Juan Pablo Rodríguez |  |
| 7     | MED   | Said Godínez         |  |
| 8     | MED   | Flavio Davino        |  |
| 10    | MED   | Daniel Ludueña       |  |
| 17    | DEL   | Eliomar Marcón       |  |
| 20    | DEL   | Carlos María Morales |  |
| D. T. | D. T. | Daniel Guzmán        |  |

| 1     | POR   | Guillermo Ochoa        |  |
| 3     | DEF   | José Antonio Castro    |  |
| 5     | DEF   | Duilio Davino          |  |
| 16    | DEF   | Ricardo Rojas Trujillo |  |
| 4     | DEF   | Óscar Rojas            |  |
| 13    | MED   | Pável Pardo            |  |
| 18    | MED   | Germán Villa           |  |
| 24    | MED   | Raúl Alberto Salinas   |  |
| 7     | MED   | Claudio López          |  |
| 10    | DEL   | Cuauhtémoc Blanco      |  |
| 17    | DEL   | Aarón Padilla          |  |
| D. T. | D. T. | Mario Carrillo         |  |

| 2 | Defensa   | Antonio Huerta      | 81' |
| 9 | Delantero | Eduardo Lillingston | 89' |

| 22 | Defensa        | Alvin Mendoza    | 42' |
| 26 | Centrocampista | Francisco Torres | 71' |
| 11 | Delantero      | Jesús Mendoza    | 55' |

| 59' | Diego Colotto | 1:0 |

| 88' | Cuauhtémoc Blanco | 1:1 |

| 20' · 20' · 78' · 87' · 88' · 90' · 90' | Flavio Davino Juan Pablo Rodríguez Diego Colotto Eliomar Marcón Juan Carlos Leaño Jesús Corona Eliomar Marcón |

| 15' · 15' · 75' · 90' | Duilio Davino Germán Villa Cuauhtémoc Blanco Francisco Torres |

| 90' | Eliomar Marcón |

| Principal  | Marco Antonio Rodríguez  |
| Asistentes | Héctor Manuel Delgadillo |
|            | Bandera de México        |
| Cuarto     | Jorge Eduardo Gasso      |

|                    |    |    |
| Tiros              | 15 | 4  |
| Tiros a puerta     | 6  | 2  |
| Faltas             | 8  | 11 |
| Saques de esquina  | 2  | 3  |
| Penaltis           | 0  | 1  |
| Fueras de juego    | 2  | 0  |
| Posesión del balón | %  | %  |

| Alineación inicial |

#### Final - Vuelta
| 1     | POR   | Guillermo Ochoa        |  |
| 2     | DEF   | José Antonio Castro    |  |
| 5     | DEF   | Duilio Davino          |  |
| 16    | DEF   | Ricardo Rojas Trujillo |  |
| 28    | DEF   | Raúl Alberto Salinas   |  |
| 13    | MED   | Pavel Pardo            |  |
| 26    | MED   | Francisco Torres       |  |
| 18    | MED   | German Villa           |  |
| 7     | MED   | Claudio López          |  |
| 10    | DEL   | Blanco                 |  |
| 17    | DEL   | Aarón Padilla          |  |
| D. T. | D. T. | Mario Carrillo         |  |

| 1     | POR   | José de Jesús Corona |  |
| 18    | DEF   | Andony Hernández     |  |
| 3     | DEF   | Diego Colotto        |  |
| 27    | DEF   | Juan Carlos Leaño    |  |
| 15    | DEF   | Alejandro Villalobos |  |
| 8     | MED   | Flavio Davino        |  |
| 58    | MED   | Juan Pablo Rodríguez |  |
| 7     | MED   | Said Godínez         |  |
| 10    | MED   | Daniel Ludueña       |  |
| 20    | DEL   | Carlos Maria Morales |  |
| 9     | DEL   | Eduardo Lillingston  |  |
| D. T. | D. T. | Daniel Guzman        |  |

| 19 | Defensa        | Álvaro Ortiz       | 87' |
| 28 | Centrocampista | Rodrigo Valenzuela | 52' |
| 11 | Delantero      | Jesús Mendoza      | 56' |

| 12 | Defensa   | José Antonio Huerta   | Entró |
| 14 | Delantero | José Alfredo Castillo | Entró |

| 1' · 4' · 37' · 62' · 67' · 89' | Aarón Padilla Claudio López Aarón Padilla Cuauhtémoc Blanco Jesús Mendoza Claudio López | 1:0 2:0 3:1 4:2 5:2 6:3 |

| 21' · 59' · 86' | Eduardo Lillingston Carlos Maria Morales Flavio Davino | 2:1 3:2 5:3 |

| Amonestado · Amonestado · Amonestado · Amonestado · Amonestado · Amonestado | Aarón Padilla Francisco Torres Cuauhtémoc Blanco Claudio López Jesús Mendoza German Villa |

| 32' · 40' · 51' | Flavio Davino Carlos Maria Morales Diego Colotto |

| Principal  | Gilberto Alcalá        |
| Asistentes | José Francisco Ramírez |
|            | José Luis Camargo      |
| Cuarto     | Hugo León Guajardo     |

|                    |    |    |
| Tiros              | 12 | 11 |
| Tiros a puerta     | 6  | 7  |
| Faltas             | 13 | 13 |
| Saques de esquina  | 4  | 2  |
| Penaltis           | 0  | 0  |
| Fueras de juego    | 2  | 3  |
| Posesión del balón | %  | %  |

| Alineación inicial |

| 1     | POR   | Guillermo Ochoa        |  |
| 2     | DEF   | José Antonio Castro    |  |
| 5     | DEF   | Duilio Davino          |  |
| 16    | DEF   | Ricardo Rojas Trujillo |  |
| 28    | DEF   | Raúl Alberto Salinas   |  |
| 13    | MED   | Pavel Pardo            |  |
| 26    | MED   | Francisco Torres       |  |
| 18    | MED   | German Villa           |  |
| 7     | MED   | Claudio López          |  |
| 10    | DEL   | Blanco                 |  |
| 17    | DEL   | Aarón Padilla          |  |
| D. T. | D. T. | Mario Carrillo         |  |

| 1     | POR   | José de Jesús Corona |  |
| 18    | DEF   | Andony Hernández     |  |
| 3     | DEF   | Diego Colotto        |  |
| 27    | DEF   | Juan Carlos Leaño    |  |
| 15    | DEF   | Alejandro Villalobos |  |
| 8     | MED   | Flavio Davino        |  |
| 58    | MED   | Juan Pablo Rodríguez |  |
| 7     | MED   | Said Godínez         |  |
| 10    | MED   | Daniel Ludueña       |  |
| 20    | DEL   | Carlos Maria Morales |  |
| 9     | DEL   | Eduardo Lillingston  |  |
| D. T. | D. T. | Daniel Guzman        |  |

| 19 | Defensa        | Álvaro Ortiz       | 87' |
| 28 | Centrocampista | Rodrigo Valenzuela | 52' |
| 11 | Delantero      | Jesús Mendoza      | 56' |

| 12 | Defensa   | José Antonio Huerta   | Entró |
| 14 | Delantero | José Alfredo Castillo | Entró |

| 1' · 4' · 37' · 62' · 67' · 89' | Aarón Padilla Claudio López Aarón Padilla Cuauhtémoc Blanco Jesús Mendoza Claudio López | 1:0 2:0 3:1 4:2 5:2 6:3 |

| 21' · 59' · 86' | Eduardo Lillingston Carlos Maria Morales Flavio Davino | 2:1 3:2 5:3 |

| Amonestado · Amonestado · Amonestado · Amonestado · Amonestado · Amonestado | Aarón Padilla Francisco Torres Cuauhtémoc Blanco Claudio López Jesús Mendoza German Villa |

| 32' · 40' · 51' | Flavio Davino Carlos Maria Morales Diego Colotto |

| Principal  | Gilberto Alcalá        |
| Asistentes | José Francisco Ramírez |
|            | José Luis Camargo      |
| Cuarto     | Hugo León Guajardo     |

|                    |    |    |
| Tiros              | 12 | 11 |
| Tiros a puerta     | 6  | 7  |
| Faltas             | 13 | 13 |
| Saques de esquina  | 4  | 2  |
| Penaltis           | 0  | 0  |
| Fueras de juego    | 2  | 3  |
| Posesión del balón | %  | %  |

| Alineación inicial |

| 1     | POR   | Guillermo Ochoa        |  |
| 2     | DEF   | José Antonio Castro    |  |
| 5     | DEF   | Duilio Davino          |  |
| 16    | DEF   | Ricardo Rojas Trujillo |  |
| 28    | DEF   | Raúl Alberto Salinas   |  |
| 13    | MED   | Pavel Pardo            |  |
| 26    | MED   | Francisco Torres       |  |
| 18    | MED   | German Villa           |  |
| 7     | MED   | Claudio López          |  |
| 10    | DEL   | Blanco                 |  |
| 17    | DEL   | Aarón Padilla          |  |
| D. T. | D. T. | Mario Carrillo         |  |

| 1     | POR   | José de Jesús Corona |  |
| 18    | DEF   | Andony Hernández     |  |
| 3     | DEF   | Diego Colotto        |  |
| 27    | DEF   | Juan Carlos Leaño    |  |
| 15    | DEF   | Alejandro Villalobos |  |
| 8     | MED   | Flavio Davino        |  |
| 58    | MED   | Juan Pablo Rodríguez |  |
| 7     | MED   | Said Godínez         |  |
| 10    | MED   | Daniel Ludueña       |  |
| 20    | DEL   | Carlos Maria Morales |  |
| 9     | DEL   | Eduardo Lillingston  |  |
| D. T. | D. T. | Daniel Guzman        |  |

| 19 | Defensa        | Álvaro Ortiz       | 87' |
| 28 | Centrocampista | Rodrigo Valenzuela | 52' |
| 11 | Delantero      | Jesús Mendoza      | 56' |

| 12 | Defensa   | José Antonio Huerta   | Entró |
| 14 | Delantero | José Alfredo Castillo | Entró |

| 1' · 4' · 37' · 62' · 67' · 89' | Aarón Padilla Claudio López Aarón Padilla Cuauhtémoc Blanco Jesús Mendoza Claudio López | 1:0 2:0 3:1 4:2 5:2 6:3 |

| 21' · 59' · 86' | Eduardo Lillingston Carlos Maria Morales Flavio Davino | 2:1 3:2 5:3 |

| Amonestado · Amonestado · Amonestado · Amonestado · Amonestado · Amonestado | Aarón Padilla Francisco Torres Cuauhtémoc Blanco Claudio López Jesús Mendoza German Villa |

| 32' · 40' · 51' | Flavio Davino Carlos Maria Morales Diego Colotto |

| Principal  | Gilberto Alcalá        |
| Asistentes | José Francisco Ramírez |
|            | José Luis Camargo      |
| Cuarto     | Hugo León Guajardo     |

|                    |    |    |
| Tiros              | 12 | 11 |
| Tiros a puerta     | 6  | 7  |
| Faltas             | 13 | 13 |
| Saques de esquina  | 4  | 2  |
| Penaltis           | 0  | 0  |
| Fueras de juego    | 2  | 3  |
| Posesión del balón | %  | %  |

| Alineación inicial |

| 1     | POR   | Guillermo Ochoa        |  |
| 2     | DEF   | José Antonio Castro    |  |
| 5     | DEF   | Duilio Davino          |  |
| 16    | DEF   | Ricardo Rojas Trujillo |  |
| 28    | DEF   | Raúl Alberto Salinas   |  |
| 13    | MED   | Pavel Pardo            |  |
| 26    | MED   | Francisco Torres       |  |
| 18    | MED   | German Villa           |  |
| 7     | MED   | Claudio López          |  |
| 10    | DEL   | Blanco                 |  |
| 17    | DEL   | Aarón Padilla          |  |
| D. T. | D. T. | Mario Carrillo         |  |

| 1     | POR   | José de Jesús Corona |  |
| 18    | DEF   | Andony Hernández     |  |
| 3     | DEF   | Diego Colotto        |  |
| 27    | DEF   | Juan Carlos Leaño    |  |
| 15    | DEF   | Alejandro Villalobos |  |
| 8     | MED   | Flavio Davino        |  |
| 58    | MED   | Juan Pablo Rodríguez |  |
| 7     | MED   | Said Godínez         |  |
| 10    | MED   | Daniel Ludueña       |  |
| 20    | DEL   | Carlos Maria Morales |  |
| 9     | DEL   | Eduardo Lillingston  |  |
| D. T. | D. T. | Daniel Guzman        |  |

| 19 | Defensa        | Álvaro Ortiz       | 87' |
| 28 | Centrocampista | Rodrigo Valenzuela | 52' |
| 11 | Delantero      | Jesús Mendoza      | 56' |

| 12 | Defensa   | José Antonio Huerta   | Entró |
| 14 | Delantero | José Alfredo Castillo | Entró |

| 1' · 4' · 37' · 62' · 67' · 89' | Aarón Padilla Claudio López Aarón Padilla Cuauhtémoc Blanco Jesús Mendoza Claudio López | 1:0 2:0 3:1 4:2 5:2 6:3 |

| 21' · 59' · 86' | Eduardo Lillingston Carlos Maria Morales Flavio Davino | 2:1 3:2 5:3 |

| Amonestado · Amonestado · Amonestado · Amonestado · Amonestado · Amonestado | Aarón Padilla Francisco Torres Cuauhtémoc Blanco Claudio López Jesús Mendoza German Villa |

| 32' · 40' · 51' | Flavio Davino Carlos Maria Morales Diego Colotto |

| Principal  | Gilberto Alcalá        |
| Asistentes | José Francisco Ramírez |
|            | José Luis Camargo      |
| Cuarto     | Hugo León Guajardo     |

|                    |    |    |
| Tiros              | 12 | 11 |
| Tiros a puerta     | 6  | 7  |
| Faltas             | 13 | 13 |
| Saques de esquina  | 4  | 2  |
| Penaltis           | 0  | 0  |
| Fueras de juego    | 2  | 3  |
| Posesión del balón | %  | %  |

| Alineación inicial |

|                              |
| América Campeón 10.º título. |